# Алексий (Шушания)
Архимандрит Алексий Шушания (груз. ალექსი შუშანია, 23 сентября (5) октября 1852, Нокалакеви, Сенакский уезд, Российская империя − 18 (31) января 1923, Сенаки, Грузинская ССР) — архимандрит Грузинской православной церкви, затворник, делатель и учитель Иисусовой молитвы. Почитается как святой преподобный Алексий Теклатский, память которого совершается 18 (31) января.

## Биография
Родился 23 сентября (5) октября 1852 года в селе Нокалакеви Сенакского уезда, в глубоко верующей семье. Отец Алексия перед своей смертью в 1868 году поручил ему содержать семью. Чтобы помогать родственникам, Алексий в 1868 году отправился в Константинополь, где помогал своему дяде Исламу Шушания в торговых делах. Вместе с дядей совершил паломничество в Иерусалим. Вскоре, отказавшись от участия в бизнесе, Алексий решил стать монахом. Возвратившись в Грузию, он после благословения своей больной матери стал вести подвижническую жизнь. Благодаря деятельности Алексия, монашество приняли его мать и младшие сестры.
Закончив Мартвильское духовное училище, Алексий Шушания стал готовиться к монашеской жизни. Занимался благотворительной деятельностью среди нуждающихся, посещал тюрьму, после чего поступил в Гелатский монастырь в Кутаиси, где познакомился со своим будущим духовником, отцом Феодосием Эристави.
Около года Алексий провёл на Афоне, где, обладая каллиграфическим почерком, переписывал духовную и богослужебную литературу. Совершил второе паломничество в Иерусалим, затем возвратился в Грузию, где с 1885 года находился в Гелатском, затем в Хобском монастырях. В 1886 году он принял рукоположение в иеродьякона и в 1888 году стал иеромонахом. Алексий Шушания был активным сторонником возрождения автокефалии Грузинской православной церкви.
В 1891 году он обосновался недалеко от Сенаки, где вместе со своими последователями построил на вершине горы затвор под названием «Остров Архангелов». Построил на месте старого новый храм во имя Святых Архангелов, в котором служил в течение последующих 32 лет, из которых 25 лет провёл в строгом затворничестве. Под его влиянием, принял православное монашество и его дядя Ислам Шушания. Авторитет Алексия Шушания среди местных мингрелов был столь велик, что большевики не решились его репрессировать.

## Прославление
8 января 1960 года под руководством митрополита Ефрема были обретены нетленные мощи Алексея Шушания и перенесены в церковь основанного им монастыря в Сенаки.
Канонизирован Грузинской православной церковью в 1995 году.